# Aritmòmetre

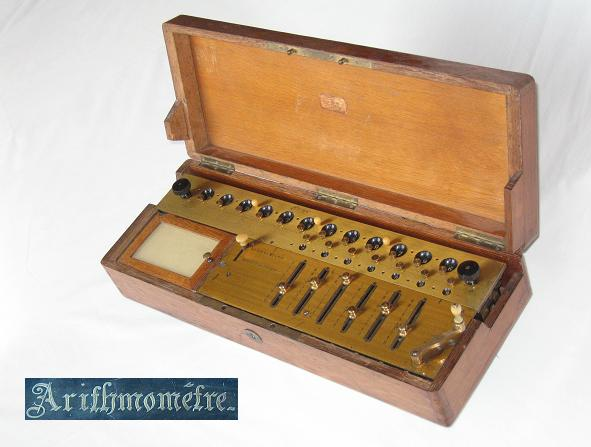
"Arithmomètre" construït per L. Payen al voltant de 1887.

L'aritmòmetre  (Arithmometer en anglès) o  calculador mecànic  va ser l'evolució de la màquina calculadora construïda per Leibniz l'any 1694, el principal mecanisme de la qual era l'anomenada roda de Leibniz.

## Història
Aquesta màquina, a diferència de les anteriors, era capaç de realitzar les quatre operacions bàsiques (sumar, restar, multiplicar i dividir) de manera senzilla i sobretot  sense errors  amb resultats de fins a 12 xifres. Els seus defectes eren que no podia ser programada per efectuar càlculs en successió i no era capaç de conservar en memòria un resultat parcial. És important puntualitzar que aquests defectes van ser resolts amb successives revisions de la màquina al llarg del segle xix.
És recordada per ser la primera calculadora comercial construïda amb veritable èxit: van ser venuts més de 1500 exemplars (molts per a aquesta època) fins a gairebé 1930. La màquina va ser desenvolupada de manera que podia ser construïda en sèrie amb les noves tècniques millorades dins la Revolució industrial, encara que el veritable procés industrial no va començar fins a 1850.
L'aritmòmetre va ser un model a seguir en el segle xix, de fet van sorgir en aquest període moltes imitacions que seguien mantenint el nom de "aritmòmetre", que va ser per tant sinònim de calculadora aritmètica en aquesta època.
Va ser construït el 1820 i patentat el 18 de novembre d'aquest mateix any (patent número 1420) per Charles Xavier Thomas de Colmar.